# 三毛猫ホームズの好敵手
『三毛猫ホームズの好敵手』（みけねこホームズのライバル）は、日本の小説家赤川次郎によって1996年に発表された三毛猫ホームズシリーズの短編集である。

## あらすじ
飯田康男と河原茂。この二人は、中学、高校、大学と、常にトップの座を争い続けたライバルであった。だが今では、康男は一流企業の若社長、茂は康男の会社で働く一介の社員。なぜ二人はこんなに違ってしまったのか。そしてホームズにも、ライバルが登場する。

## 主な登場人物
- 片山義太郎 - 警視庁捜査一課のダメ刑事
- 片山晴美 - 義太郎の妹
- 石津刑事 - 晴美に恋をする猫嫌いの刑事
- ホームズ - 三毛猫

## 収録作品
- 三毛猫ホームズの好敵手（初出『小説宝石』1995年6月号）
- 三毛猫ホームズの有給休暇（初出『別冊小説宝石』1995年12月号）
- 三毛猫ホームズの写真館（初出『小説宝石』1995年12月号）
- 三毛猫ホームズの殺人カクテル

## 書誌情報
- 『三毛猫ホームズの好敵手』（光文社 カッパノベルス、1996年4月1日） ISBN 4-334-07182-1
- 『三毛猫ホームズの好敵手』（光文社 光文社文庫、1999年4月20日） ISBN 4-334-72794-8
- 『三毛猫ホームズの好敵手』（角川書店 角川文庫、2006年5月25日） ISBN 4-04-187984-1